# Boda de la infanta Elena y Jaime de Marichalar
La boda de Su Alteza Real la Infanta Doña Elena con Don Jaime de Marichalar se celebró el 18 de marzo de 1995 en la catedral de Santa María de la Sede de Sevilla.

## Compromiso
El anuncio del compromiso oficial se produjo el 23 de noviembre de 1994 y fue anunciado por la Casa del Rey por medio del siguiente comunicado:
Sus Majestades los Reyes tienen la satisfacción de anunciar el compromiso matrimonial de su hija, Su Alteza Real la Infanta Doña Elena con Don Jaime de Marichalar Saénz de Tejada. La boda se celebrará en Sevilla el 18 de marzo de 1995.
Tres días más tarde Don Jaime pidió la mano de la Infanta Doña Elena a su padre en el palacio de la Zarzuela.

## Ducado
El 3 de marzo de 1995 el rey Juan Carlos concedió a su hija, la Infanta Elena, el Ducado de Lugo, un título de la Casa Real. El Real Decreto decía:

En atención a las circunstancias que concurren en Mi muy querida Hija Su Alteza Real Doña Elena de Borbón, Infanta de España, con ocasión de su matrimonio y como prueba de Mi profundo afecto y cariño,
He tenido a bien concederle, con carácter vitalicio, la facultad de usar el título de Duquesa de Lugo.
Así lo dispongo por el presente Real Decreto.
Dado en Madrid a 3 de marzo de 1995.
JUAN CARLOS R.

## Desarrollo de la Boda

### Llegada
Las puertas de la Catedral de Sevilla se abrieron a primera hora de la mañana para recibir a los invitados a la ceremonia. Primero llegaron los representantes políticos y distintos miembros de la clase social española así como los amigos de los contrayentes. Por último, y antes de la llegada del novio llegaron el presidente del Gobierno, Felipe González y los miembros de las casas reales invitadas al enlace matrimonial de la hija mayor de los Reyes de España.
Don Jaime y su madre abandonaron el Hotel Alfonso XIII en el que se alojaban en dirección a la Puerta de Palos de la Catedral, Don Jaime se dio cuenta de que era por la Puerta de Campanillas por donde habían de entrar, estando el vehículo parado frente a la primera, pero decidió recorrer caminando el breve trayecto que las separaba, llevando del brazo a su madre. A las doce y diez entraron por la Puerta de Campanillas, donde fueron recibidos por el Deán de la Catedral, que les dio a besar el Lignum Crucis. 
A las doce y cuarto de la mañana partió desde la Puerta del León de los Reales Alcázares el cortejo real, formado por el Infante Don Carlos, duque de Calabria y su esposa, la Princesa Ana de Francia; la Infanta Doña Margarita y su esposo, el duque de Soria; la Infanta Doña Pilar y su hijo Bruno Gómez-Acebo; la Infanta Doña Cristina y su primo el vizconde de la Torre; y el Príncipe de Asturias con la Reina.
Por último, a las doce y media, la novia del brazo de su padre, entraron por la Puerta de Campanillas de la Seo Sevillana, tras haber recorrido a pie el espacio que media entre la Puerta del León de los Reales Alcázares de Sevilla y esta. A la entrada del Rey, como es costumbre, el órgano interpretó la marcha real. Una vez finalizado el himno nacional, se colocaron el Rey y la Infanta en sus asientos en el Altar Mayor de la Catedral, dio comienzo la ceremonia.

### Ceremonia
Los celebrantes de la Eucaristía fueron el arzobispo de Sevilla, Carlos Amigo y el arzobispo y vicario general castrense, monseñor Estepa y el vicario general de la archidiócesis de Sevilla y presidente de su Cabildo, Antonio Domínguez Valverde. Ejerció de maestro de ceremonias, Miguel Artillo y fue asistente el hermano Pablo Nogueras.
Los textos elegidos para la misma fueron un extracto de la Primera Carta de San Pablo a los Corintios, el salmo “La misericordia del Señor llena la tierra” y por último el Evangelio que fue el texto de San Juan 15, 9-12. Posteriormente a la homilía del arzobispo de Sevilla, se produjo el rito matrimonial, que incluyó el preceptivo consentimiento de los contrayentes, la bendición e intercambio de anillos y la entrega de arras.
Fueron testigos por parte de la Infanta Doña Elena: sus hermanos el entonces Príncipe de Asturias y la Infanta Doña Cristina; sus primos la princesa Alexia de Grecia, Juan Gómez-Acebo y Alfonso Zurita; Marisa Caprile, Leticia Espinosa de los Monteros, Rita Allendesalazar, Alfredo Fernández Duran y Carlos García Revenga.
Por parte de Don Jaime, fueron testigos: sus hermanos Amalio, Ana, Álvaro, Luis e Ignacio, Miguel Matossian, el Archiduque Simeón de Austria, Patricia Jessen, Alicia Chapa y Pedro Olabarría.
Fueron pajes de la ceremonia distintos sobrinos e hijos de amigos de los novios:
1. Príncipe Philippos de Grecia (Primo de la Infanta Doña Elena, hijo de sus tíos Constantino, Rey de Grecia y su mujer Ana María de Dinamarca)
2. Princesa Teodora de Grecia (Prima de la Infanta Doña Elena, hijo de sus tíos Constantino, Rey de Grecia y su mujer Ana María de Dinamarca)
3. Luis Fernández Sastrón (Sobrino segundo de  Infanta Doña Elena, hijo de su prima Simoneta Gómez-Acebo y su marido, José Miguel Fernández Sastrón)
4. Laura García Wang (Hija del secretario de la Infanta, Carlos García Revenga)
5. Pablo Alonso Caprile (Hijo de su amiga Marisa Caprile)
6. Ana Coronel de Palma (Sobrina de Don Jaime)
7. Blanca de Marichalar (Sobrina de Don Jaime)

### Tras la ceremonia
Terminada la ceremonia y en medio del repique de las campanas los recién casados se dirigieron en carretela hasta la Parroquia del Salvador, donde la infanta Elena depositó el ramo de novia sobre la tumba de sus bisabuelos, el infante Carlos de Borbón y la princesa Luisa de Orleans. Una vez en la parroquia, el coro cantó en honor a los novios una Salve Rociera. Durante su recorrido al Salvador y en la vuelta al Alcázar, doña Elena y don Jaime fueron aplaudidos y vitoreados por miles de personas.

## Invitados y repercusiones
Un total de 1300 invitados, entre ellos todos los miembros del Gobierno y representantes de las instituciones del Estado asistieron al enlace, al que acudieron 300 representantes de 38 casas reales. 150 000 sevillanos se echaron esa mañana a la calle para acompañar con vivas y palmas a los protagonistas de un acontecimiento histórico para la capital andaluza. La directora de cine Pilar Miró dirigió la retransmisión de la ceremonia por TVE que ese día batió su récord histórico de audiencia matinal, más de 10 millones y medio de espectadores siguieron la boda de la infanta Elena. 
La capital sevillana se llenó de visitantes de todas partes del país que no quisieron perderse la primera boda real que se celebraba en España desde hacía 90 años. 
Los miembros de las realezas asistentes al enlace se hospedaron en el Hotel Alfonso XIII.
Esa misma tarde, los Reyes Juan Carlos y Sofía acudieron al Ayuntamiento de Sevilla para entregarle al alcalde de la ciudad, Alejandro Rojas-Marcos la bandera de Sevilla. Miles de personas vitorearon a los Reyes de España, que se asomaron al balcón del consistorio para agradecer el comportamiento de la ciudad en el día de la boda de su hija mayor.

## Banquete nupcial
Una vez terminada la ceremonia, los novios se trasladaron de la catedral hasta los Reales Alcázares (residencia de la Familia Real en Sevilla) en un calesa de mediados del siglo XVIII.
Después de las fotografías de boda, el banquete nupcial dio inicio en los salones del Palacio Mudéjar y en concreto alrededor del conocido como Patio de las Doncellas, que por aquel entonces aún estaba empedrado y no había recuperado su aspecto de jardín de crucero. La mesa nupcial, en forma de U, se colocó encima de una alfombra granate y delante de uno de los muchos tapices que atesora la Colección Real. El resto de invitados se dispusieron en 170 mesas redondas de diez persona cada una.
El menú corrió a cargo del célebre restaurador sevillano Rafael Juliá, y contó con ‘lubina del Cantábrico con trufas y almendra’ como primer plato, ‘perdiz roja helada de café con almendra y salsa de caramelo’ como plato principal y ‘la tarta nupcial decorada con flores de lis en chocolate’ para los postres. Para el banquete fue necesario instalar catorce cocinas provisionales en los Reales Alcázares y movilizar a unas 300 personas, además de varios camiones-horno.

## Programa Musical
La interpretación corrió a cargo de la Orquesta Sinfónica de Sevilla, bajo la dirección de Vejkoslav Sutej y el Coro Nacional de España, dirigido por Tomás Cabrera y las voces de María Oran, soprano; María Aragón, mezzosoprano; Manuel Cid, tenor, y Alfonso Echeverría, bajo.
Las piezas interpretadas fueron las siguientes:
1. Kyrie de la Misa de la Coronación de Mozart.
2. Gloria de la Misa de la Coronación de Mozart.
3. Sanctus de la Misa de la Coronación de Mozart.
4. Ave Verum Corpus de Mozart
5. Agnus Dei de la Misa de la Coronación de Mozart.
6. Canta de la Misa de la Coronación de Mozart.

Además de la música que se interpretó en la ceremonia, cabe destacar que varios grupos de sevillanas dedicaron canciones hacia la infanta Elena con motivo de su boda, destacando las siguientes:
1. Y tuvo que ser Sevilla de Los Romeros de la Puebla.
2. Niña Elena de Los Fernandos.
3. Sevillanas de la Infanta Elena de Los del Río.